# Гернгросс, Родион Фёдорович
Родион (Иларион) Фёдорович (Ренатус Самуэль Август) Гернгросс (нем. Renatus Samuel August von Gerngroß; 1775—1860) — генерал-майор, герой Отечественной войны 1812 года и Заграничных походов 1813—1814 годов.

## Биография
Родион Гернгросс родился 23 июня 1775 года в имении Витткоп Лифляндской губернии, происходил из белорусских дворян.
На военную службу записан в 1777 году в лейб-гвардии Конный полк и явился налицо в 1787 году. В 1794 году был произведён в капитаны с переводом в армейскую кавалерию. В том же году принял в кампании против повстанцев Костюшко. В 1798 году произведён в майоры.
В 1799—1800 годах Гернгросс находился в Швейцарском походе, в конце которого за боевые отличия получил чин подполковника. В 1806 году участвовал в кампании против французов в Восточной Пруссии, отличился в сражении под Пултуском.
Сразу по окончании военных действий Гернгросс был командирован на Кавказскую линию, где сражался с горцами, однако на Кавказе он пробыл недолго, поскольку 23 октября 1807 года был назначен командиром Митавского драгунского полка, 12 декабря того же года получил чин полковника.
В 1808—1809 годах Гернгросс находился в Финляндии, где сражался против шведов. 26 ноября 1810 года награждён орденом св. Георгия 4-й степени (№ 988 по кавалерскому списку Судравского и № 2210 по списку Григоровича — Степанова)
| В воздаяние отличной храбрости и мужества, оказанных в минувшую кампанию против шведских войск. |

С началом в 1812 году Отечественной войны Гернгросс, помимо командования полком, исполнял обязанности дежурного штаб-офицера в корпусе генерала Ф. Ф. Штейнгеля. В составе этого корпуса он был перевезён морем из Финляндии в Прибалтику, и во время обороны Риги командовал отдельными конными отрядами, затем отличился в сражениях под Чашниками и при Смолянах, за отличие в этих делах он 27 мая 1813 года был произведён в генерал-майоры (со старшинством от 19 октября 1812 года). Кроме того, 23 декабря 1812 года получил золотую шпагу с надписью «За храбрость». Также за изгнание войск Наполеона Гернгросс имел ордена св. Анны 1-й степени и св. Владимира 3-й степени.
В Заграничной кампании 1813 года Гернгросс принимал участие в партизанских рейдах по французским тылам в Германии. 15 сентября 1813 года он был удостоен ордена св. Георгия 3-й степени (№ 321 по кавалерским спискам)
| В воздаяние отличной храбрости и мужества, оказанных в сражениях против французских войск в нынешнюю войну. |

6 октября 1813 года ему была пожалована золотая шпага с надписью «За храбрость» и бриллиантовыми украшениями. 19 февраля 1814 года награждён орденом св. Владимира 2-й степени.
В 1814 году он отличился при взятии Суассона и Реймса и завершил свою боевую деятельность против Наполеона участием в штурме Парижа.
По возвращении в Россию Гернгросс получил в командование кавалерийскую бригаду, а затем и 1-ю драгунскую дивизию. 7 ноября 1816 года за плохое состояние его дивизии был уволен в отставку с мундиром. Жил в Трипутинском старостве Могилёвской губернии, полученном им в аренду. Скончался 10 июня 1860 года в Санкт-Петербурге.
Его брат Андрей был майором и отличился в сражении при Прейсиш-Эйлау.